# Kheira Hamraoui
Kheira Hamraoui (Croix, 13 gennaio 1990) è una calciatrice francese, centrocampista del Al-Shabab.

## Biografia
Nata in Francia, ha origini algerine.

## Carriera

### Club
Durante i suoi oltre 15 anni di attività ha giocato prevalentemente nel campionato francese, ottenendo i maggiori successi con la maglia dell'Olympique Lione, due titoli di campione di Francia e una Coppa, tranne tre stagioni in Spagna con il Barcellona, conquistando nuovamente tutti i titoli nazionali, campionato, coppa e supercoppa. Sempre a livello di club ha inoltre ottenuto tre Champions League con entrambe le squadre

### Nazionale
Con la maglia della nazionale maggiore ha collezionato 36 presenze, disputando il Mondiale di Canada 2015 e le Olimpiadi di Rio del 2016.

## Statistiche

### Presenze e reti nei club
Statistiche aggiornate al 18 novembre 2021.
| Stagione               | Squadra                | Campionato             | Campionato | Campionato | Coppe nazionali | Coppe nazionali | Coppe nazionali | Coppe internazionali | Coppe internazionali | Coppe internazionali | Altre coppe | Altre coppe | Altre coppe | Totale | Totale |
| Stagione               | Squadra                | Comp                   | Pres       | Reti       | Comp            | Pres            | Reti            | Comp                 | Pres                 | Reti                 | Comp        | Pres        | Reti        | Pres   | Reti   |
| ---------------------- | ---------------------- | ---------------------- | ---------- | ---------- | --------------- | --------------- | --------------- | -------------------- | -------------------- | -------------------- | ----------- | ----------- | ----------- | ------ | ------ |
| 2006-2007              | CNFE Clairefontaine    | D1                     | 11         | 1          | CF              | -               | -               |                      | -                    | -                    |             | -           | -           | 11     | 1      |
| 2007-2008              | Hénin-Beaumont         | D1                     | 15         | 5          | CF              | -               | -               |                      | -                    | -                    |             | -           | -           | 15     | 5      |
| 2008-2009              | Saint-Étienne          | D1                     | 17         | 10         | CF              | 2               | 1               |                      | -                    | -                    |             | -           | -           | 19     | 11     |
| 2009-2010              | Saint-Étienne          | D1                     | 21         | 8          | CF              | 0               | 0               |                      | -                    | -                    |             | -           | -           | 21     | 8      |
| 2010-2011              | Saint-Étienne          | D1                     | 16         | 9          | CF              | 6               | 3               |                      | -                    | -                    |             | -           | -           | 22     | 12     |
| 2011-2012              | Saint-Étienne          | D1                     | 20         | 3          | CF              | 2               | 1               |                      | -                    | -                    |             | -           | -           | 22     | 4      |
| Totale Saint-Étienne   | Totale Saint-Étienne   | Totale Saint-Étienne   | 74         | 30         |                 | 10              | 5               |                      | -                    | -                    |             | -           | -           | 84     | 35     |
| 2012-2013              | Paris Saint-Germain    | D1                     | 19         | 6          | CF              | 4               | 2               |                      | -                    | -                    |             | -           | -           | 23     | 8      |
| 2013-2014              | Paris Saint-Germain    | D1                     | 17         | 1          | CF              | 3               | 1               | UWCL                 | 0                    | 0                    |             | -           | -           | 20     | 2      |
| 2014-2015              | Paris Saint-Germain    | D1                     | 19         | 2          | CF              | 3               | 1               | UWCL                 | 7                    | 1                    |             | -           | -           | 29     | 4      |
| 2015-2016              | Paris Saint-Germain    | D1                     | 12         | 1          | CF              | 4               | 1               | UWCL                 | 4                    | 0                    |             | -           | -           | 20     | 2      |
| 2016-2017              | Olympique Lione        | D1                     | 9          | 0          | CF              | 4               | 3               | UWCL                 | 1                    | 0                    |             | -           | -           | 14     | 3      |
| 2017-2018              | Olympique Lione        | D1                     | 19         | 7          | CF              | 4               | 7               | UWCL                 | 5                    | 0                    |             | -           | -           | 28     | 14     |
| Totale Olympique Lione | Totale Olympique Lione | Totale Olympique Lione | 28         | 7          |                 | 8               | 10              |                      | 6                    | 0                    |             | -           | -           | 42     | 17     |
| 2018-2019              | Barcellona             | PD                     | 24         | 1          | CR              | 3               | 1               | UWCL                 | 7                    | 2                    |             | -           | -           | 34     | 4      |
| 2019-2020              | Barcellona             | PD                     | 17         | 2          | CR              | 3               | 1               | UWCL                 | 5                    | 1                    | SC          | 0           | 0           | 25     | 4      |
| 2020-2021              | Barcellona             | PD                     | 25         | 3          | CR              | 3               | 0               | UWCL                 | 6                    | 0                    | SC          | 1           | 0           | 35     | 3      |
| Totale Barcellona      | Totale Barcellona      | Totale Barcellona      | 66         | 6          |                 | 9               | 2               |                      | 18                   | 3                    |             | 1           | 0           | 94     | 11     |
| 2021-2022              | Paris Saint-Germain    | D1                     | 7          | 0          | CF              | -               | -               | UWCL                 | 1                    | 0                    |             | -           | -           | 8      | 0      |
| Totale Paris SG        | Totale Paris SG        | Totale Paris SG        | 74         | 10         |                 | 14              | 5               |                      | 12                   | 1                    |             | -           | -           | 100    | 16     |
| Totale carriera        | Totale carriera        | Totale carriera        | 268        | 59         |                 | 41              | 22              |                      | 36                   | 4                    |             | 1           | 0           | 346    | 85     |

### Cronologia presenze e reti in nazionale
| Cronologia completa delle presenze e delle reti in nazionale ― Francia | Cronologia completa delle presenze e delle reti in nazionale ― Francia | Cronologia completa delle presenze e delle reti in nazionale ― Francia | Cronologia completa delle presenze e delle reti in nazionale ― Francia | Cronologia completa delle presenze e delle reti in nazionale ― Francia | Cronologia completa delle presenze e delle reti in nazionale ― Francia | Cronologia completa delle presenze e delle reti in nazionale ― Francia | Cronologia completa delle presenze e delle reti in nazionale ― Francia |
| Data                                                                   | Città                                                                  | In casa                                                                | Risultato                                                              | Ospiti                                                                 | Competizione                                                           | Reti                                                                   | Note                                                                   |
| ---------------------------------------------------------------------- | ---------------------------------------------------------------------- | ---------------------------------------------------------------------- | ---------------------------------------------------------------------- | ---------------------------------------------------------------------- | ---------------------------------------------------------------------- | ---------------------------------------------------------------------- | ---------------------------------------------------------------------- |
| 20-10-2012                                                             | Parigi                                                                 | Francia                                                                | 2 – 2                                                                  | Inghilterra                                                            | Amichevole                                                             | -                                                                      | 90’                                                                    |
| 5-3-2014                                                               | Larnaca                                                                | Francia                                                                | 1 – 1                                                                  | Scozia                                                                 | Cyprus Cup 2014                                                        | -                                                                      | 61’                                                                    |
| 7-3-2014                                                               | Nicosia                                                                | Australia                                                              | 2 – 3                                                                  | Francia                                                                | Cyprus Cup 2014                                                        | -                                                                      | 69’                                                                    |
| 10-3-2014                                                              | Nicosia                                                                | Paesi Bassi                                                            | 0 – 3                                                                  | Francia                                                                | Cyprus Cup 2014                                                        | -                                                                      | 77’                                                                    |
| 12-3-2014                                                              | Nicosia                                                                | Inghilterra                                                            | 0 – 2                                                                  | Francia                                                                | Cyprus Cup 2014 - Finale                                               | -                                                                      | 69’                                                                    |
| 9-4-2014                                                               | Le Mans                                                                | Francia                                                                | 3 – 1                                                                  | Austria                                                                | Qual. Mondiali 2015                                                    | -                                                                      | 83’                                                                    |
| 11-6-2014                                                              | Remire-Montjoly                                                        | Francia                                                                | 0 – 0                                                                  | Brasile                                                                | Amichevole                                                             | -                                                                      | 46’                                                                    |
| 17-9-2014                                                              | Calais                                                                 | Francia                                                                | 3 – 1                                                                  | Finlandia                                                              | Qual. Mondiali 2015                                                    | -                                                                      | 88’                                                                    |
| 25-10-2014                                                             | Offenbach am Main                                                      | Germania                                                               | 0 – 2                                                                  | Francia                                                                | Amichevole                                                             | -                                                                      |                                                                        |
| 22-11-2014                                                             | Laval                                                                  | Francia                                                                | 2 – 1                                                                  | Nuova Zelanda                                                          | Amichevole                                                             | -                                                                      | 61’                                                                    |
| 26-11-2014                                                             | Lione                                                                  | Francia                                                                | 2 – 0                                                                  | Brasile                                                                | Amichevole                                                             | -                                                                      | 90’                                                                    |
| 8-2-2015                                                               | Lorient                                                                | Francia                                                                | 2 – 0                                                                  | Stati Uniti                                                            | Amichevole                                                             | -                                                                      | 82’                                                                    |
| 6-3-2015                                                               | Faro                                                                   | Francia                                                                | 4 – 1                                                                  | Danimarca                                                              | Algarve Cup 2015                                                       | -                                                                      | 66’ 77’                                                                |
| 9-3-2015                                                               | Parchal                                                                | Giappone                                                               | 1 – 3                                                                  | Francia                                                                | Algarve Cup 2015                                                       | -                                                                      | 76’                                                                    |
| 11-3-2015                                                              | Faro                                                                   | Stati Uniti                                                            | 2 – 0                                                                  | Francia                                                                | Algarve Cup 2015 - Finale                                              | -                                                                      | 58’                                                                    |
| 9-4-2015                                                               | Bondoufle                                                              | Francia                                                                | 1 – 0                                                                  | Canada                                                                 | Amichevole                                                             | -                                                                      | 89’                                                                    |
| 28-5-2015                                                              | Nancy                                                                  | Francia                                                                | 1 – 0                                                                  | Scozia                                                                 | Amichevole                                                             | -                                                                      | 70’                                                                    |
| 21-6-2015                                                              | Montréal                                                               | Francia                                                                | 3 – 0                                                                  | Corea del Sud                                                          | Mondiali 2015 - Ottavi di finale                                       | -                                                                      | 77’ 80’                                                                |
| 26-6-2015                                                              | Montréal                                                               | Germania                                                               | 1 – 1 dts (5 - 4 dtr)                                                  | Francia                                                                | Mondiali 2015 - Quarti di finale                                       | -                                                                      | 101’                                                                   |
| 19-9-2015                                                              | Le Havre                                                               | Francia                                                                | 2 – 1                                                                  | Brasile                                                                | Amichevole                                                             | -                                                                      | 67’                                                                    |
| 22-9-2015                                                              | Le Mans                                                                | Francia                                                                | 3 – 0                                                                  | Romania                                                                | Qual. Euro 2017                                                        | -                                                                      | 71’ 78’                                                                |
| 23-10-2015                                                             | Parigi                                                                 | Francia                                                                | 1 – 2                                                                  | Paesi Bassi                                                            | Amichevole                                                             | -                                                                      | 62’                                                                    |
| 27-10-2015                                                             | Leopoli                                                                | Ucraina                                                                | 0 – 3                                                                  | Francia                                                                | Qual. Euro 2017                                                        | -                                                                      | 88’                                                                    |
| 26-1-2016                                                              | Cartagena                                                              | Norvegia                                                               | 0 – 1                                                                  | Francia                                                                | Amichevole                                                             | -                                                                      |                                                                        |
| 3-3-2016                                                               | Tampa                                                                  | Germania                                                               | 1 – 0                                                                  | Francia                                                                | SheBelieves Cup 2016                                                   | -                                                                      |                                                                        |
| 6-3-2016                                                               | Nashville                                                              | Stati Uniti                                                            | 1 – 0                                                                  | Francia                                                                | SheBelieves Cup 2016                                                   | -                                                                      | 41’ 77’                                                                |
| 9-3-2016                                                               | Boca Raton                                                             | Francia                                                                | 0 – 0                                                                  | Inghilterra                                                            | SheBelieves Cup 2016                                                   | -                                                                      |                                                                        |
| 9-4-2016                                                               | Pitești                                                                | Romania                                                                | 0 – 1                                                                  | Francia                                                                | Qual. Euro 2017                                                        | -                                                                      | 82’                                                                    |
| 11-4-2016                                                              | Valenciennes                                                           | Francia                                                                | 4 – 0                                                                  | Ucraina                                                                | Qual. Euro 2017                                                        | 1                                                                      | 76’                                                                    |
| 16-7-2016                                                              | Parigi                                                                 | Francia                                                                | 3 – 0                                                                  | Cina                                                                   | Amichevole                                                             | -                                                                      | 62’                                                                    |
| 23-7-2016                                                              | Auxerre                                                                | Francia                                                                | 1 – 0                                                                  | Canada                                                                 | Amichevole                                                             | -                                                                      | 78’                                                                    |
| 6-8-2016                                                               | Belo Horizonte                                                         | Stati Uniti                                                            | 1 – 0                                                                  | Francia                                                                | Olimpiadi 2016                                                         | -                                                                      | 82’                                                                    |
| 9-8-2016                                                               | Salvador                                                               | Nuova Zelanda                                                          | 0 – 3                                                                  | Francia                                                                | Olimpiadi 2016                                                         | -                                                                      | 72’                                                                    |
| 20-9-2016                                                              | Parigi                                                                 | Francia                                                                | 6 – 0                                                                  | Albania                                                                | Qual. Euro 2017                                                        | 2                                                                      |                                                                        |
| 21-10-2016                                                             | Doncaster                                                              | Inghilterra                                                            | 0 – 0                                                                  | Francia                                                                | Amichevole                                                             | -                                                                      |                                                                        |
| 4-4-2019                                                               | Auxerre                                                                | Francia                                                                | 3 – 1                                                                  | Giappone                                                               | Amichevole                                                             | -                                                                      | 83’                                                                    |
| Totale                                                                 |                                                                        | Presenze                                                               | 36                                                                     |                                                                        | Reti                                                                   | 3                                                                      |                                                                        |

## Palmarès

### Club

#### Competizioni nazionali
- Campionato francese: 2

Olympique Lione: 2016-2017, 2017-2018
- Coppa di Francia: 2

Saint-Étienne: 2010-2011
Olympique Lione: 2016-2017
- Campionato spagnolo: 2

Barcellona: 2019-2020, 2020-2021
- Coppa della Regina: 2

Barcellona: 2019-2020, 2020-2021
- Supercoppa spagnola: 1

Barcellona: 2020

#### Competizioni internazionali
- UEFA Women's Champions League: 3

Olympique Lione: 2016-2017, 2017-2018
Barcellona: 2020-2021

### Nazionale
- Cyprus Cup: 1

2014